# Sternarchorhynchus oxyrhynchus
Sternarchorhynchus oxyrhynchus is een straalvinnige vissensoort uit de familie van de staartvinmesalen (Apteronotidae). De wetenschappelijke naam van de soort is voor het eerst geldig gepubliceerd in 1849 door Müller & Troschel.